# Schroederella segnis
Schroederella segnis är en tvåvingeart som beskrevs av Leander Czerny 1930. Schroederella segnis ingår i släktet Schroederella och familjen myllflugor. Inga underarter finns listade i Catalogue of Life.